# Guilty (鈴木雅之の曲)
「Guilty」（ギルティ）は、1988年7月21日に発売された鈴木雅之通算4作目のシングル。

## 解説
竹内まりや作詞、山下達郎作曲・編曲、プロデュース作品。
カップリング「For Your Love」とも、2ndアルバム『Radio Days』からのリカット・シングル。
ベスト・アルバム『MARTINI』には1991 REMIX-VERSIONで収録。カラオケ・ヴァージョンは、『MARTINI』と同日発売のオリジナル・カラオケ・アルバム『MARTINI Instrumental Collection』に同じく1991 REMIX-VERSIONで収録。
2012年に発売された山下のオールタイム・ベスト『OPUS 〜ALL TIME BEST 1975-2012〜』の初回限定盤ボーナス・ディスクには山下によるデモ・ヴォーカル「GUILTY （UNRELEASED DEMO VOCAL）」収録。

## 収録曲
1. Guilty
  - 作詞：竹内まりや　作曲・編曲：山下達郎
2. For Your Love
  - 作詞：真沙木唯　作曲・編曲：佐藤博